# (3363) Bowen
(3363) Bowen – planetoida z grupy pasa głównego asteroid okrążająca Słońce w ciągu 4 lat i 231 dni w średniej odległości 2,78 j.a. Została odkryta 6 marca 1960 roku w Goethe Link Observatory w Brooklynie w stanie Indiana. Nazwa planetoidy pochodzi od Ira Sprague Bowena, amerykańskiego astronoma. Przed nadaniem nazwy planetoida nosiła oznaczenie tymczasowe (3363) 1960 EE.